# Berchemia scandens
Berchemia scandens là một loài thực vật có hoa trong họ Táo. Loài này được (Hill) K.Koch mô tả khoa học đầu tiên năm 1869.

## Hình ảnh

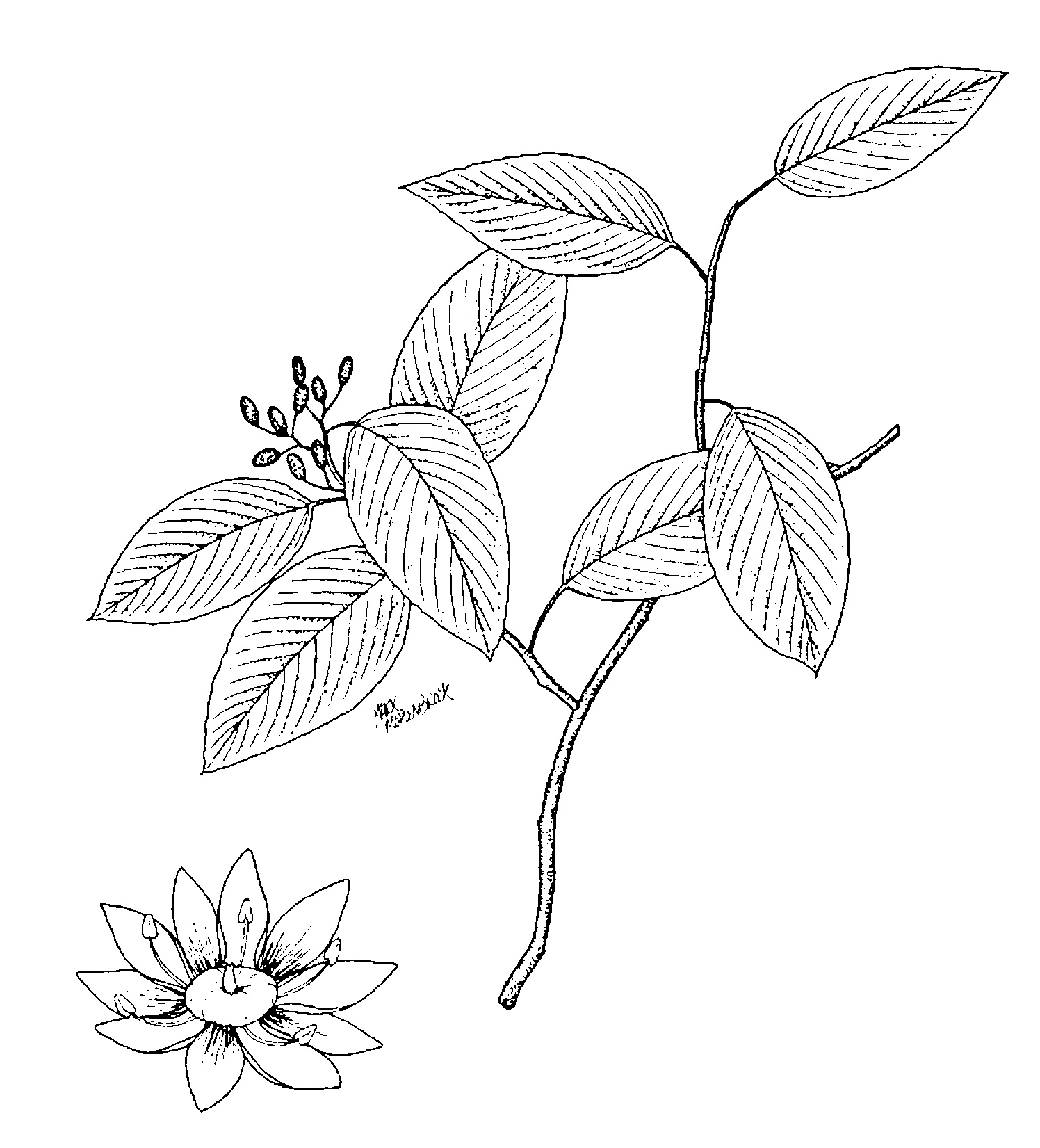